# Szachim Tengizow
Szachim Alichanowicz Tengizow (ros. Шахим Алиханович Тенгизов, ur. 1899, zm. 1970) – radziecki działacz partyjny, funkcjonariusz służb specjalnych.

## Życiorys
Skończył kolejową szkołę zawodową we Władykaukazie, pracował jako telegrafista kolejowy na stacji Murtazowo na Północnym Kaukazie. W kwietniu 1927 został funkcjonariuszem GPU jako pełnomocnik w rejonie urwańskim, później szef obwodowego zarządu milicji robotniczo-chłopskiej Kabardo-Bałkarii. Należał do WKP(b), od 1931 uczył się w Centralnej Wyższej Szkole Milicji Robotniczo-Chłopskiej, później do 1937 był szefem Wydziału IV Wydziału Operacyjnego Północno-Kaukaskiego Krajowego Zarządu Milicji Robotniczo-Chłopskiej w stopniu młodszego porucznika bezpieczeństwa państwowego. Następnie został skierowany do pracy w strukturach partii komunistycznej, od listopada 1937 do maja 1938 pełniąc funkcję I sekretarza Komitetu Obwodowego WKP(b) Czerkieskiego Obwodu Autonomicznego. W październiku 1941 został zastępcą szefa Wydziału Specjalnego NKWD 78 Samodzielnej Brygady Piechoty 9 Armii, później do sierpnia 1944 był zastępcą szefa Wydziału Kontrwywiadu Ludowego Komisariatu Obrony 43 Dywizji Piechoty w stopniu majora. Był odznaczony m.in. Orderem Czerwonego Sztandaru (1929) i Medalem „Za zasługi bojowe” (1944).